# Carlo Egon II di Fürstenberg
Carlo Egon II di Fürstenberg (Praga, 28 ottobre 1796 – Ischl, 22 ottobre 1854) fu dal 1799 al 1806 principe sovrano di Fürstenberg-Pürglitz, dal 1804 al 1806 principe sovrano di Fürstenberg e dal 1806 al 1854 principe titolare di Fürstenberg-Fürstenberg, nonché primo vicepresidente degli stati generali del Baden dal 1819 al 1852.

## Biografia

### Infanzia ed ascesa al Principato
Carlo Egon era l'unico figlio del generale austriaco principe Carlo Luigi di Fürstenberg e di sua moglie, la principessa Elisabetta di Thurn und Taxis. Pochi giorni dopo la morte di suo padre (25 marzo 1799), morì anche suo cugino Carlo Gabriele della linea di boema di Křivoklát (13 dicembre 1799), alla giovanissima età di 14 anni. Suo zio Carlo Gioacchino, ultimo discendente maschio della linea principesca dei Fürstenberg, morì nel 1804 e come tale Karl Egon ereditò complessivamente tutti i beni della sua famiglia unendoli in un solo dominio, lasciando indipendente solo il ramo della casata dei Fürstenberg in Moravia.
Fu proprio un suo lontano zio, il langravio moravo Gioacchino Egon di Furstenberg che nel 1804 prese la reggenza col nipote Carlo Egon che all'epoca aveva solo sette anni, ed intraprese contemporaneamente una relazione extraconiugale con la principessa vedova, la madre del principe.

### Matrimonio

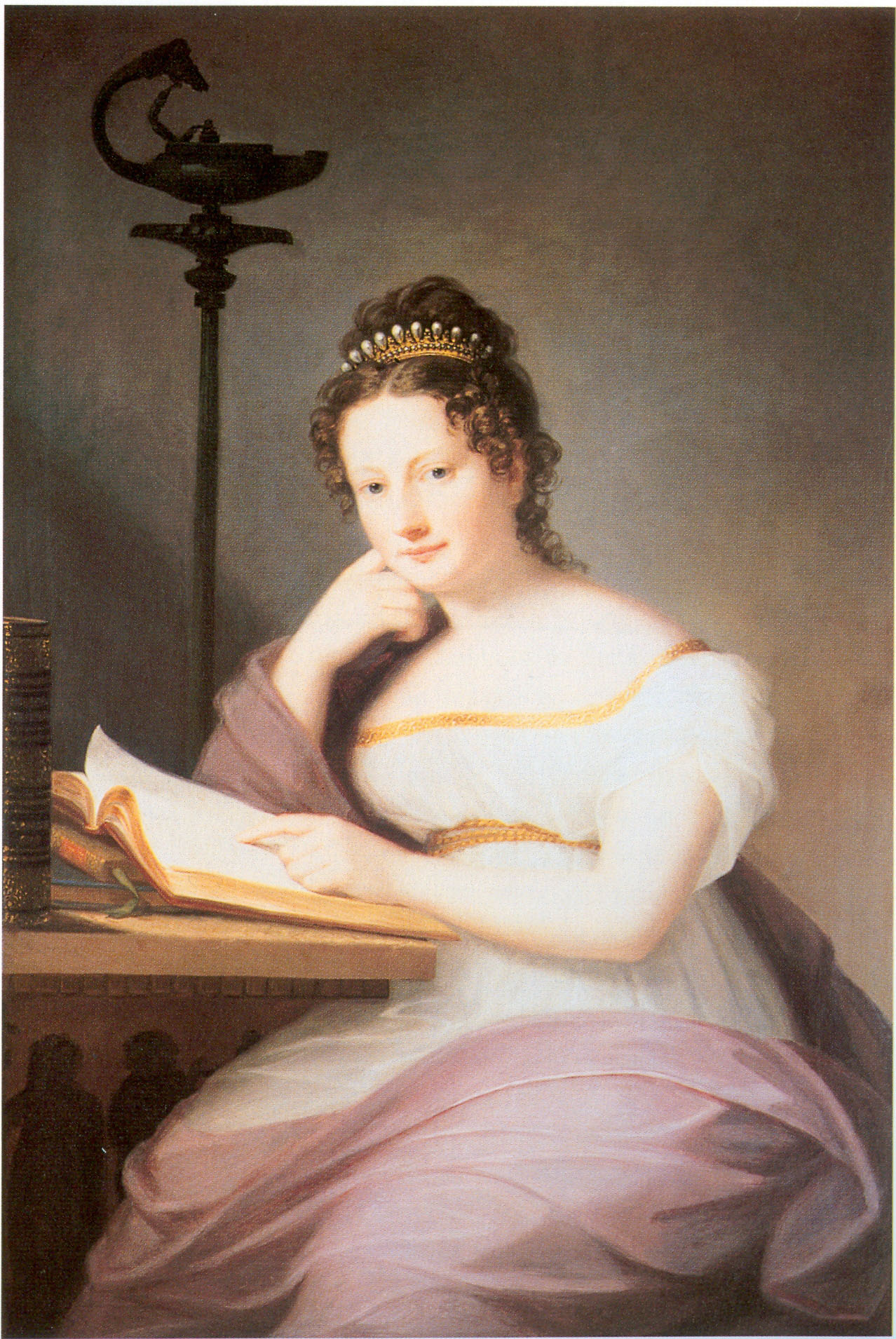
La principessa Amalia di Baden in un ritratto del 1819

Il 19 aprile 1818, a Karlsruhe, il principe Carlo Egon sposò la principessa Amalia di Baden, figlia del granduca Carlo Federico di Baden.

### Principetitolaredi Fürstenberg-Fürstenberg

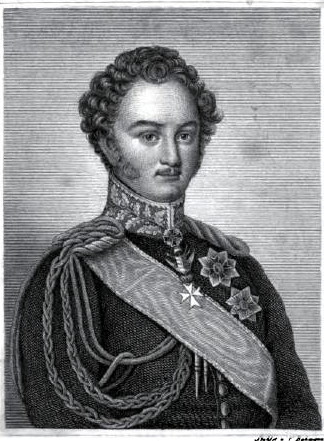
Il principe Carlo Egon II di Fürstenberg in una litografia di Carl von Rotteck del 1833 circa

Nel 1806 il Principato di Fürstenberg-Fürstenberg venne mediatizzato: questa decisione venne presa soprattutto perché i Fürstenberg avevano vastissimi possedimenti, ma non avevano ottenuto mai a tutti gli effetti il riconoscimento di un principato imperiale e come tale il loro territorio risultò incluso nel Granducato di Baden, nel Regno di Württemberg e nel Principato di Hohenzollern-Sigmaringen che sopravvissero all'epoca napoleonica.
Sia la principessa Elisabetta che Gioacchino Egon si portarono al Congresso di Vienna nel tentativo di annullare questa decisione ma tutto fu vano.
Nel 1836, Carlo Egon venne nominato cavaliere dell'Ordine del Toson d'oro.

### Ruolo politico dopo la mediatizzazione del Principato

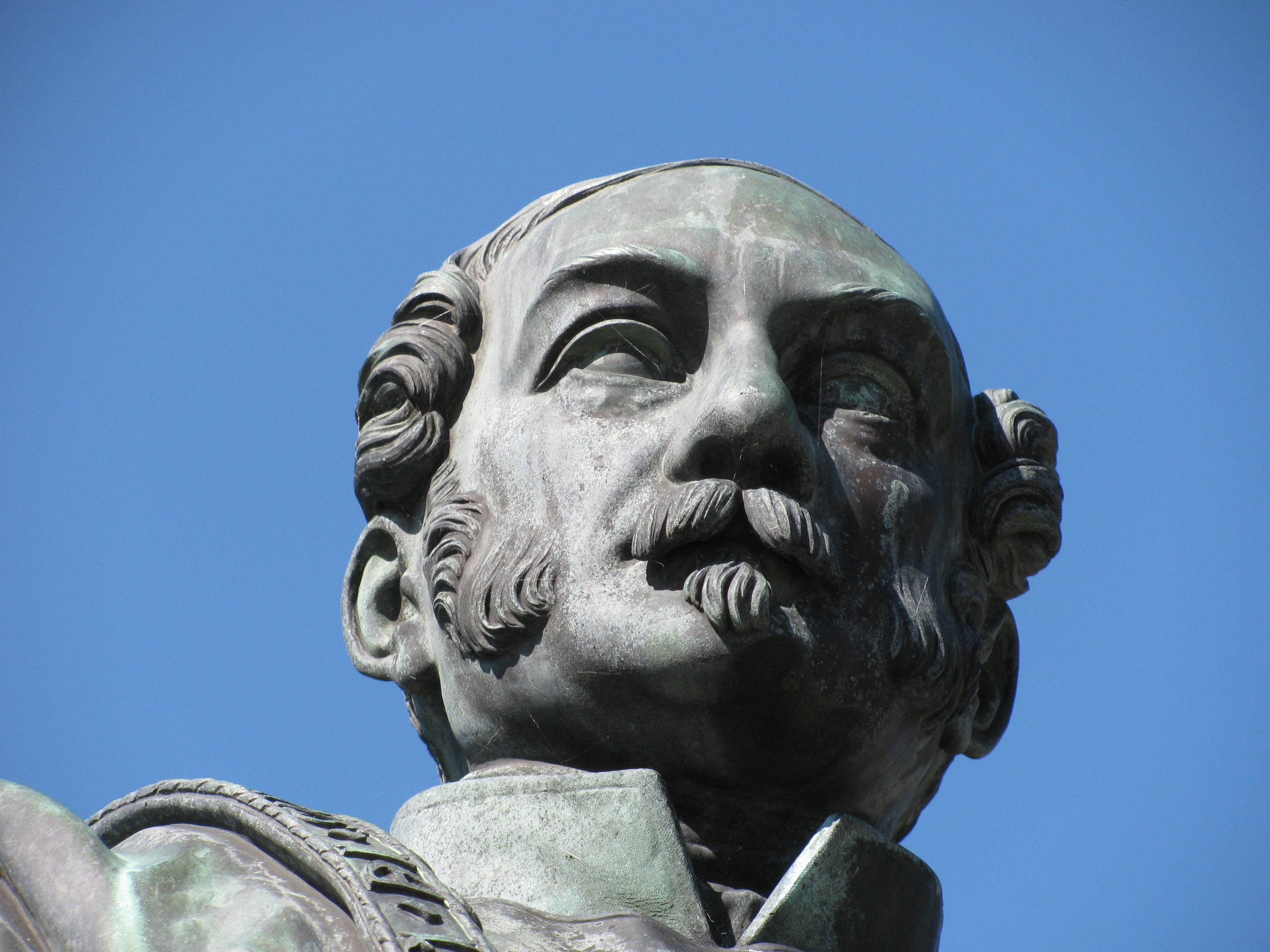
Particolare della statua dedicata a Carlo Egon II di Fürstenberg

Come aristocratico, pur con la mediatizzazione del suo principato, Carlo Egon era divenuto automaticamente membro della prima sezione degli stati generali del Granducato di Baden di cui divenne, dal 1819 al 1852 ininterrottamente per 33 anni, vicepresidente, durante la presidenza del principe Guglielmo di Baden.
Per la dislocazione dei suoi ex possedimenti fu membro degli stati generali del Württemberg e dello stato prussiano, senza mai però riuscire a ricoprire cariche equivalenti elevate. La letteratura storica dei contemporanei lo descrive come un progressista e pare che abbia dato un contributo notevole per l'emanazione di una legge per la libertà di stampa che ebbe il pregio se non altro di garantirla nel Baden.

## Mecenatismo
Pur avendo perso la qualifica di principe sovrano, Carlo Egon II continuò a risiedere nello storico castello di famiglia a Donaueschingen ove coltivò la passione per la musica ed il teatro assieme alle varie collezioni di dipinti, incisioni, monete e manoscritti. Dal 1818 al 1822 assunse Conradin Kreutzer come maestro di cappella a Donaueschingen, chiamando a sostituirlo dal 1822 al 1866 il boemo Václav Kalivoda.
Carlo Egon inoltre ampliò la Biblioteca di Corte di Donaueschingen, in particolare con l'acquiszione della collezione Laßberg nel 1853 e la aprì per la prima volta al pubblico.

## Discendenza
Il principe Carlo Egon e la principessa Amalia di Baden ebbero:
- Maria Elisabetta (15 marzo 1819 - 9 aprile 1897)
- Carlo Egon III (4 marzo 1820 - 15 marzo 1892)
- Maria Amalia (12 febbraio 1821 - 17 gennaio 1899), sposò il 19 aprile 1845 Vittorio I di Hohenlohe-Schillingsfürst
- Massimiliano Egon (29 marzo 1822 - 27 luglio 1873), sposò il 23 maggio 1860 la contessa Leontina di Khevenhüller-Metsch
- Maria Enrichetta (16 luglio 1823 - 19 settembre 1834)
- Emilio Egon (12 settembre 1825 - 15 maggio 1899), sposò il 31 maggio 1875 la contessa Leontina di Khevenhüller-Metsch
- Paolina Guglielmina (11 giugno 1829 - 3 agosto 1900), sposò il 15 aprile 1847 Ugo di Hohenlohe-Öhringen

## Ascendenza
|                                            |                                      |                                                          | Genitori                                                |  |  | Nonni |  |  | Bisnonni                                          |  |  | Trisnonni                                        |  |
|                                            |                                      |                                                          |                                                         |  |  |       |  |  | 8. Joseph Wilhelm Ernst zu Fürstenberg-Stühlingen |  |  | 16. Prosper Ferdinand von Fürstenberg-Stühlingen |  |
|                                            |                                      |                                                          |                                                         |  |  |       |  |  | 8. Joseph Wilhelm Ernst zu Fürstenberg-Stühlingen |  |  | 16. Prosper Ferdinand von Fürstenberg-Stühlingen |  |
|                                            |                                      | 17. Sophie von Königsegg-Rothenfels                      |                                                         |  |  |       |  |  | 8. Joseph Wilhelm Ernst zu Fürstenberg-Stühlingen |  |  |                                                  |  |
| 4. Karl Egon zu Fürstenberg                |                                      |                                                          |                                                         |  |  |       |  |  | 8. Joseph Wilhelm Ernst zu Fürstenberg-Stühlingen |  |  |                                                  |  |
|                                            |                                      | 9. Maria Anna von Waldstein                              | 18. Johann Josef von Waldstein                          |  |  |       |  |  |                                                   |  |  |                                                  |  |
|                                            |                                      | 9. Maria Anna von Waldstein                              | 18. Johann Josef von Waldstein                          |  |  |       |  |  |                                                   |  |  |                                                  |  |
|                                            |                                      | 9. Maria Anna von Waldstein                              | 19. Eleonore von Waldstein                              |  |  |       |  |  |                                                   |  |  |                                                  |  |
| 2. Karl Aloys zu Fürstenberg               |                                      | 9. Maria Anna von Waldstein                              |                                                         |  |  |       |  |  |                                                   |  |  |                                                  |  |
|                                            |                                      | 10. Franz Philipp von Sternberg                          | 20. Franz Damian Jakob von Sternberg                    |  |  |       |  |  |                                                   |  |  |                                                  |  |
|                                            |                                      | 10. Franz Philipp von Sternberg                          | 20. Franz Damian Jakob von Sternberg                    |  |  |       |  |  |                                                   |  |  |                                                  |  |
|                                            |                                      | 10. Franz Philipp von Sternberg                          | 21. Maria Josepha von und zu Trauttmansdorff            |  |  |       |  |  |                                                   |  |  |                                                  |  |
| 5. Maria Josepha von Sternberg             |                                      | 10. Franz Philipp von Sternberg                          |                                                         |  |  |       |  |  |                                                   |  |  |                                                  |  |
|                                            |                                      | 11. Leopoldine von Starhemberg                           | 22. Conrad Sigmund von Starhemberg                      |  |  |       |  |  |                                                   |  |  |                                                  |  |
|                                            |                                      | 11. Leopoldine von Starhemberg                           | 22. Conrad Sigmund von Starhemberg                      |  |  |       |  |  |                                                   |  |  |                                                  |  |
|                                            |                                      | 11. Leopoldine von Starhemberg                           | 23. Maria Leopoldine zu Löwenstein-Wertheim-Rochefort   |  |  |       |  |  |                                                   |  |  |                                                  |  |
| 1. Karl Egon II von Fürstenberg            |                                      | 11. Leopoldine von Starhemberg                           |                                                         |  |  |       |  |  |                                                   |  |  |                                                  |  |
|                                            | 12. Anselm Franz von Thurn und Taxis | 24. Eugen Alexander von Thurn und Taxis                  |                                                         |  |  |       |  |  |                                                   |  |  |                                                  |  |
|                                            | 12. Anselm Franz von Thurn und Taxis | 24. Eugen Alexander von Thurn und Taxis                  |                                                         |  |  |       |  |  |                                                   |  |  |                                                  |  |
|                                            | 12. Anselm Franz von Thurn und Taxis | 25. Anna Adelaide von Fürstenberg-Heiligenberg           |                                                         |  |  |       |  |  |                                                   |  |  |                                                  |  |
| 6. Alexander Ferdinand von Thurn und Taxis | 12. Anselm Franz von Thurn und Taxis |                                                          |                                                         |  |  |       |  |  |                                                   |  |  |                                                  |  |
|                                            |                                      | 13. Maria Ludovika Anna von Lobkowicz                    | 26. Ferdinand August von Lobkowicz                      |  |  |       |  |  |                                                   |  |  |                                                  |  |
|                                            |                                      | 13. Maria Ludovika Anna von Lobkowicz                    | 26. Ferdinand August von Lobkowicz                      |  |  |       |  |  |                                                   |  |  |                                                  |  |
|                                            |                                      | 13. Maria Ludovika Anna von Lobkowicz                    | 27. Maria Anna Wilhelmine von Baden-Baden               |  |  |       |  |  |                                                   |  |  |                                                  |  |
| 3. Maria Elisabeth von Thurn und Taxis     |                                      | 13. Maria Ludovika Anna von Lobkowicz                    |                                                         |  |  |       |  |  |                                                   |  |  |                                                  |  |
|                                            |                                      | 14. Joseph Wilhelm Ernst zu Fürstenberg-Stühlingen (= 8) | 28. Prosper Ferdinand von Fürstenberg-Stühlingen (= 16) |  |  |       |  |  |                                                   |  |  |                                                  |  |
|                                            |                                      | 14. Joseph Wilhelm Ernst zu Fürstenberg-Stühlingen (= 8) | 28. Prosper Ferdinand von Fürstenberg-Stühlingen (= 16) |  |  |       |  |  |                                                   |  |  |                                                  |  |
|                                            |                                      | 14. Joseph Wilhelm Ernst zu Fürstenberg-Stühlingen (= 8) | 29. Sophie von Königsegg-Rothenfels (= 17)              |  |  |       |  |  |                                                   |  |  |                                                  |  |
| 7. Marie Henriette zu Fürstenberg          |                                      | 14. Joseph Wilhelm Ernst zu Fürstenberg-Stühlingen (= 8) |                                                         |  |  |       |  |  |                                                   |  |  |                                                  |  |
|                                            |                                      | 15. Maria Anna von Waldstein (= 9)                       | 30. Johann Josef von Waldstein (= 18)                   |  |  |       |  |  |                                                   |  |  |                                                  |  |
|                                            |                                      | 15. Maria Anna von Waldstein (= 9)                       | 30. Johann Josef von Waldstein (= 18)                   |  |  |       |  |  |                                                   |  |  |                                                  |  |
|                                            |                                      | 15. Maria Anna von Waldstein (= 9)                       | 31. Eleonore von Waldstein (= 19)                       |  |  |       |  |  |                                                   |  |  |                                                  |  |
|                                            |                                      | 15. Maria Anna von Waldstein (= 9)                       |                                                         |  |  |       |  |  |                                                   |  |  |                                                  |  |